# Isabelle Cremer
Pour les articles homonymes, voir Cremer.
Isabelle Cremer, inscrite à l'état civil sous le nom d'Isabel Mary Cremer, née le 16 octobre 1886 à Brive-la-Gaillarde (Corrèze) et morte le 17 mai 1974 à Meudon (Hauts-de-Seine), est une pédagogue et une Juste parmi les Nations française.

## Biographie
Isabelle Cremer dirige l’École pratique du Service social (EPSS), au 139 boulevard du Montparnasse dans le 6e arrondissement de Paris, de septembre 1926 à juillet 1954. C'est le seul établissement préparant au diplôme d’assistante sociale à Paris,.
Le recensement de 1931 à Paris indique qu'Isabel Mary Cremer, célibataire et directrice de l'École pratique, est française par naturalisation et domiciliée dans l'immeuble située au n°118 boulevard Diderot, dans le 12e arrondissement de Paris. Elle y réside toujours au recensement suivant en 1936.
Elisabeth Hirsch, une ancienne élève d'Isabelle Cremer à l'EPSS, lui demande de l'héberger vers la fin de 1942. Elle est envoyée à Paris par l'Œuvre de secours aux enfants (OSE), pour trouver des cachettes pour des enfants Juifs en danger de déportation. Non seulement Isabelle Cremer accepte d'aider Elisabeth Hirsch personnellement, mais elle communique à son ancienne élève des informations qu'elle a pu recueillir pour la prévenir des prochaines rafles. Ces informations cruciales permettent en particulier au médecin Eugène Minkowski, dirigeant de l'OSE à Paris, et à Simon Levitte, chef du Mouvement de Jeunesse Sioniste, d'échapper aux arrestations.
A Paris, Isabelle Cremer aide Elisabeth Hirsch dans le transfert d'enfants Juifs vers la Zone Sud.
Après la Guerre, Suzanne Bernard, secrétaire à l'EPSS témoigna que, durant toute l'Occupation, Isabelle Cremer cachait les dossiers des élèves juives, pour assurer leur protection.

## Honneurs
- Nommée Juste parmi les Nations, le 3 août 1992.